# Алёшкин, Фарид Владимирович
Фарид Владимирович Алешкин (1 февраля 1989, Черкесск) — российский боксёр полусредней весовой категории, выступает за сборную России. Мастер спорта международного класса, победитель многих международных турниров. На соревнованиях представляет Астраханскую область, Ростовскую область, Карачаево-Черкесскую республику и сборную России.

## Любительская карьера
- 2004
- серебряный призёр чемпионата Европы среди кадетов в Саратове, в финале проиграл Василию Ломаченко
- 2005
- чемпион Европы среди кадетов в Венгрии
- 2007
- серебряный призёр чемпионата России среди юниоров
- серебряный призёр Xinjiang International-Tournament в Китае
- 2009
- победитель международного турнира памяти Умаханова в Махачкале
- 2010 серебряный призёр международного турнира Beogradski Pobednik в Белграде, Сербия
- 2011 серебряный призёр международного турнира памяти Короткова, Хабаровск
- 2012
- победитель международного турнира памяти Ахмата Хаджи-Кадырова
- 2013
- бронзовый призёр Чемпионата России
- 2014
- бронзовый призёр международного турнира памяти Умаханова в Махачкале
- бронзовый призёр Кубка Губернатора в Санкт-Петербурге
- 2015
- Чемпион России среди сотрудников МВД, финалист общества Динамо в Сыктывкаре, победитель международного турнира класса А в Казахстане, Атырау